# St. Henry
St. Henry – wieś w Stanach Zjednoczonych, w stanie Ohio, w hrabstwie Mercer.